# Masasi
Masasi – miasto w południowo-wschodniej Tanzanii, w regionie Mtwara. Według danych na rok 2012 liczyło 58 314 mieszkańców.